# 多米尼克·巴特納伊
多米尼克·巴特納伊（1954年2月13日—）是一名法國前職業足球運動員，曾擔任過中場和領隊。

## 生涯
巴特納伊從1973年到1978年效力於聖伊天，並從1978年到1985年效力於巴黎聖日耳門。
他是參加1978年世界盃的法國隊成員。1975-1982年間，他共代表法國國家隊上陣20次，並射入4球。

## 榮譽

### 球會
聖伊天
- 法甲: 1974年、1975年及1976年
- 法國盃: 1974年、1975年及1977年

巴黎聖日耳門
- 法國盃: 1982年及1983年

## 外部鏈接
- DOMINIQUE BATHENAY （页面存档备份，存于）於法國足球總會（法語）
- DOMINIQUE BATHENAY於法國足球總會（法語）
- Dominique Bathenay （页面存档备份，存于）於隊報（法語）